# Población Nueva de los Guindos
La población nueva de los Guindos es una población de la comuna de Ñuñoa, Chile, que circundaba a la antigua Villa de los Guindos.

## Antigua Villa de los Guindos
La antigua Villa de los Guindos fue fundada el 17 de abril de 1895. Estaba rodeada de grandes terrenos agrícolas por todos sus costados (al norte: la chacra de Tobalaba de las monjas Agustinas; al oriente: la chacra La Reina de la familia Larraín, la chacra Peñalolén de los herederos de don Juan Egaña y luego de don José Arrieta Perera y la chacra Lo Hermida de los herederos de don Diego Hermida; al surponiente: la chacra "Lo Plaza" de don Joaquín de la Plaza y Blanco de Laysequilla. Sus deslindes actuales aproximados serían los siguientes: por el poniente la actual avenida Francisco de Villagra (borde surponiente), la avenida Irarrázaval (borde norte) y la Avenida Circunvalación Américo Vespucio (borde oriente), resultando en una superficie de forma irregular (ver detalles en Figura 1).

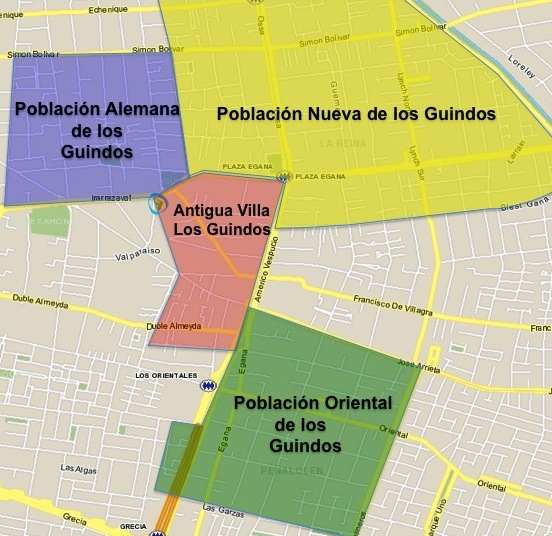
Figura 1: Esquema de la antigua Villa los Guindos y las Poblaciones adyacentes. Se muestra la población nueva de los Guindos en amarillo

En 1919 El Fundo los Guindos lo compra Don José Amodeo Ingoglia, agrónomo Italiano en el cual el uso de suelo sigue siendo agrícola.

## Población nueva de los Guindos
El origen de esta población se inicia con la venta y parcelación de la chacra Tobalaba que había pertenecido de las monjas Agustinas por gran parte del período colonial. El destacado banquero Gregorio Ossa Cerda y su esposa doña María del Rosario Ossa Varas adquirieron el fundo Tobalaba por compra en la segunda mitad del siglo XIX (la chacra Tobalaba se localizaba inmediatamente al poniente de la chacra la Reina perteneciente a la familia Larraín). El hijo de ambos, el Sr. Eugenio R. Ossa Ossa, heredó la chacra en 1872 y luego la vendió por sitios que conformaron la denominada población nueva de los Guindos para diferenciarla de la antigua Villa mencionada en la sección anterior. Uno de los primeros compradores de sitios en la nueva población, de los que hoy forman la plaza Egaña, fue Osvaldo Ramírez en 1892 (ver detalles en Plaza Egaña). Otros compradores destacados fueron primero don Eduardo Castillo Urízar (quien fue Conservador de Bienes Raíces de Santiago y padre de Eduardo y Fernando Castillo Velasco). La Quinta adquirida por la familia Castillo Velasco se localizaba en la esquina de avenida Ossa con calle Simón Bolívar y luego se denominó Quinta Michita. Otro comprador de una Quinta en la zona fue don Rafael Maroto Hurtado que luego ha sido transformada en un exitoso Club de Jazz dentro del moderno Mall Plaza Egaña. Por último, se mencionará la Quinta de Pablo Neruda en calle Lynch norte, hoy transformada en el Museo Michoacán.